# Euro Hockey Tour 2010/2011
Euro Hockey Tour 2010/2011 byl 15. ročník hokejových turnajů Euro Hockey Tour.

## Karjala cup
Turnaj se hrál od 11. do 14. listopadu 2010.
Vítěz:  Finská hokejová reprezentace
| Tým 1   | Výsledek            | Tým 2   |
| ------- | ------------------- | ------- |
| Rusko   | 1:0 (0:0, 0:0, 1:0) | Finsko  |
| Česko   | 3:4 (2:1, 0:0, 1:3) | Švédsko |
| Švédsko | 3:2 (2:1, 1:1, 0:0) | Rusko   |
| Finsko  | 5:0 (1:0, 3:0, 1:0) | Česko   |
| Česko   | 1:3 (1:2, 0:0, 0:1) | Rusko   |
| Finsko  | 4:1 (0:0, 0:1, 4:0) | Švédsko |

## Channel One Cup
Turnaj se hrál od 16. do 19. prosince 2010.
Vítěz:  Ruská hokejová reprezentace
| Tým 1   | Výsledek                     | Tým 2   |
| ------- | ---------------------------- | ------- |
| Finsko  | 2:3 SN (1:0, 0:1, 1:1 – 0:0) | Česko   |
| Švédsko | 3:5 (0:1, 2:2, 1:2)          | Rusko   |
| Rusko   | 3:1 (2:0, 1:1, 0:0)          | Česko   |
| Finsko  | 1:6 (1:2, 0:2, 0:2)          | Švédsko |
| Rusko   | 6:2 (1:1, 5:0, 0:1)          | Finsko  |
| Česko   | 4:1 (0:1, 2:0, 2:0)          | Švédsko |

## LG Hockey Games
Turnaj se hrál od 10. do 13. února 2011.
Vítěz:  Švédská hokejová reprezentace
| Tým 1   | Výsledek                     | Tým 2   |
| ------- | ---------------------------- | ------- |
| Finsko  | 3:5 (1:1, 0:2, 2:2)          | Rusko   |
| Švédsko | 6:1 (2:1, 2:0, 2:0)          | Česko   |
| Finsko  | 3:2 PP (1:0, 1:1, 0:1 – 1:0) | Česko   |
| Rusko   | 2:6 (0:4, 0:0, 2:2)          | Švédsko |
| Česko   | 2:4 (1:1, 0:1, 1:2)          | Rusko   |
| Švédsko | 3:2 SN (0:1, 1:0, 1:1 – 0:0) | Finsko  |

## Czech Hockey Games
Turnaj se hrál od 21. do 24. dubna 2011.
Vítěz  Česká hokejová reprezentace.
| Tým 1   | Výsledek            | Tým 2   |
| ------- | ------------------- | ------- |
| Finsko  | 1:2 (1:0, 0:1, 0:1) | Česko   |
| Švédsko | 2:4 (0:2, 2:0, 0:2) | Rusko   |
| Rusko   | 4:2 (1:1, 2:1, 1:0) | Finsko  |
| Česko   | 2:4 (2:1, 0:2, 0:1) | Švédsko |
| Švédsko | 0:2 (0:0, 0:1, 0:1) | Finsko  |
| Česko   | 6:3 (1:0, 3:2, 2:1) | Rusko   |

## Celková tabulka EHT 2010/2011
| Poř. | Tým     | Z  | V | VP | PP | P | VG | OG | B  |
| ---- | ------- | -- | - | -- | -- | - | -- | -- | -- |
| 1.   | Rusko   | 12 | 9 | 0  | 0  | 3 | 42 | 31 | 27 |
| 2.   | Švédsko | 12 | 6 | 1  | 0  | 5 | 39 | 32 | 20 |
| 3.   | Finsko  | 12 | 3 | 1  | 2  | 6 | 27 | 33 | 13 |
| 4.   | Česko   | 12 | 3 | 1  | 1  | 7 | 27 | 39 | 13 |

## Vysvětlivky k tabulkám a zápasům
- Z – počet odehraných zápasů
- V – počet vítězství
- VP – počet výher po prodloužení (nebo po samostatných nájezdech)
- PP – počet proher po prodloužení (nebo po samostatných nájezdech)
- P – počet proher
- VG – počet vstřelených gólů
- OG – počet obdržených gólů
- B – počet bodů